# 日榮春華
日榮 春華（ひえ はるか、1984年2月11日 - ）は、日本の女性声優。オフィス薫所属。以前は東京俳優生活協同組合に所属していた。アミューズメントメディア総合学院声優学科卒業。大阪府出身。血液型はA型。

## 主な出演作品

### テレビアニメ
- こてんこてんこ

### ゲーム
- 海辺でリーチ（麻雀ナレーション）
- くるくるカメレオン（エリオット）
- クレヨンしんちゃん（クイズ出題アナウンス）
- 薔薇ノ木ニ薔薇ノ花咲ク（火浦亜弓）
- THE メイド服と機関銃（メイン ラウラ）

### 吹き替え
- THE BOXER（ナタリー）

### ドラマCD
- はぴぱら－episode.2　あたっくおぶくろーる－（マチルダ）
- CRUZ ZERO～クルスゼロ～（ティリア・ケイト）

### ナレーション
- NHKアーカイブス『番組公開ライブラリーのご案内』
- TSUTAYA　店内ナレーション

### PV
- 『見守り、支え、ともに歩む』　（美紀＜主人公＞）民生委員向けVP
- 『信頼へのメッセージⅡ～不祥事ゼロをめざして～』　（新入社員）　JA全中 コンプライアンス研修用DVD
- 『職場で起こるハラスメント対策の基礎知識』　（吉田美紀）日経ビデオ
- 『薬物乱用防止講習会用教材DVD』　（女性C）
- 『NTTコミュニケーションズ　セキュリティ啓発ビデオ：ドラマ編』　（社員B）

### 舞台
- 十二夜（ヴァイオラ＜主人公＞）
- ソープオペラ（水原たまき＜ヒロイン＞)
- 金の卵～1960～（藤谷風子＜ヒロイン＞）
- 12人の浮かれる男と女（5号）
- レンブラント・レイ　ある帰還兵の物語（刈満高子）
- ゴルゴダメール（真鍋理美）
- あらしのよるに（ギロ）　厚生労働省社会保障審議会推薦児童福祉文化財認定
- 時はおもちゃ箱に詰めこんで（リカ1）
- ZIRAIYA（お戒）
- 革命日記（小坂信子）
- 絵空事計画 感謝祭　節電朗読会・桜